# NGC 5659
NGC 5659 é uma galáxia espiral (Sb) localizada na direcção da constelação de Boötes. Possui uma declinação de +25° 21' 18" e uma ascensão recta de 14 horas, 31 minutos e 06,0 segundos.
A galáxia NGC 5659 foi descoberta em 22 de Maio de 1830 por John Herschel.